# هديومة قزمة
هديومة قزمة (الاسم العلمي:Hedeoma nana) هي نوع من النباتات تتبع جنس الهديومة من الفصيلة الشفوية.